# ビタミンTV
ビタミンTV（ビタミンてれび）は、北海道放送（HBC）で、2000年1月4日 から2006年3月31日まで、月曜日から金曜日の夕方に放送していた生活情報番組である。

## 概要
平日15時46分から16時45分の59分の番組。番組スタートの1年目は、札幌市厚別区の新札幌駅に隣接するサンピアザから、北海道放送アナウンサーの宮崎明日香、ふかがわ導運、ビタミンCで毎日中継を行っていたが、後の2年目から、月曜日から木曜日は各地（主に札幌市内・道央圏）から中継を行い、毎週金曜日は原則ロビンソン百貨店札幌店からの中継となっていた。
2006年4月より大型情報番組「Hana*テレビ」（15：50～18：55）を開始するため、2006年3月31日で終了した。

## 出演者
- 山内要一（2代目男性司会者）（2005年秋改編-番組終了）
- 岸本尚実（3代目女性司会者）（2003年春改編-番組終了）
- 奈津子（月曜レギュラー）
- 山田麻未（月曜レギュラー）
- 森理恵（火曜レギュラー）
- 卓田和広（水曜レギュラー）
- 小橋アキ（水曜レギュラー）
- 深田るみ子（木曜レギュラー）
- DON（金曜レギュラー）
- ふかがわ導運（金曜レギュラー）
- 近藤肇（中継担当）
- 武田明子（HBCニュース担当）
- 粥川暁（HBC気象予報士・防災士、「天気防災早分かり」担当）

## 過去の出演者
- 山崎英樹（初代男性司会者）（-2005年秋改編）
- 船越ゆかり（初代女性司会者）（-2000年秋改編）
- 相賀真理子（2代目女性司会者）（2000年秋改編-2003春改編）

（番組では「あいがまりこ」と平仮名表記）
- 宮崎明日香（初代中継担当）（-2001年12月）
- 邑田みさき（2代目中継担当）（2002年1月-2003年春改編）
- 橋本真紀（HBC気象予報士・防災士、週末の天気担当）
- モリマン（金曜レギュラー）
- ビタミンC（月〜金曜中継担当）

## 関連番組
- 朝ズバッ!
- 朝ビタTV
- きょう発プラス!

## リンク
- ビタミンTV

| HBCテレビ 平日夕方の情報ワイド番組 | HBCテレビ 平日夕方の情報ワイド番組 | HBCテレビ 平日夕方の情報ワイド番組 |
| 前番組                             | 番組名                             | 次番組                             |
| ---------------------------------- | ---------------------------------- | ---------------------------------- |
| 爽快TV! ビタミンH                  | ビタミンTV                         | Hana*テレビ                        |